# Heliodor
Heliodor din Emesa (n. secolul al III-lea d.Hr., Emesa⁠(d), Phoenice II⁠(d), Roma Antică – d. secolul al IV-lea d.Hr.) a fost un scriitor de origine elenă recunoscut ca autorul romanului cavaleresc sau romanului intitulat Etiopica (Αἰθιοπικά, „Povestea etiopiană”).
După cum a declarat el însuși, pe tatăl său îl chema Theodosius, iar familia lui a fost în mare parte compusă din preoți ai soarelui. Socrates Scolasticul (secolul al V-lea) îl identifică ca autor al Etiopicii pe un anumit Heliodor, un episcop din Trikka. Nikephoros Kallistos crede că lucrarea a fost scrisă de Heliodor înaintea creștinizării sale. 
Când scriitorul a fost pus să aleagă între a nega calitatea de autor al lucrării și demisia din postul de episcop, a ales să își dea demisia. Totuși, majoritatea oamenilor de știință resping această identificare.